# Yingzhou
Yingzhou (chiń. upr. 颍州区; chiń. trad. 潁州區; pinyin Yǐngzhōu Qū) – dzielnica miasta Fuyang w prowincji Anhui we wschodnich Chińskiej Republice Ludowej. Liczba mieszkańców dzielnicy, w 2010 roku, wynosiła 603 301.